# 4197 Morpheus
4197 Morpheus è un asteroide near-Earth. Scoperto nel 1982, presenta un'orbita caratterizzata da un semiasse maggiore pari a 2,2969727 UA e da un'eccentricità di 0,7714205, inclinata di 12,56717° rispetto all'eclittica. Il suo diametro misura all'incirca 1,8 km.
Nel 1996, gli astronomi del Goldstone Observatory l'hanno analizzato, utilizzando un radar per astronomia del tipo Doppler imaging.  Sebbene non siano molto chiare, le immagini riuscirono comunque a mostrare che l'asteroide 4197 Morpheus ha una forma approssimativamente triangolare, con un periodo di rotazione pari a circa 3 ore.
L'asteroide è dedicato a Morfeo, figura della mitologia greca.